# Finnország a 2000. évi nyári olimpiai játékokon
Finnország az ausztráliai Sydneyben megrendezett 2000. évi nyári olimpiai játékok egyik részt vevő nemzete volt. Az országot az olimpián 16 sportágban 70 sportoló képviselte, akik összesen 4 érmet szereztek.

## Érmesek
| Érem  | Versenyző                   | Sportág       | Versenyszám                |
| ----- | --------------------------- | ------------- | -------------------------- |
| Arany | Arsi Harju                  | Atlétika      | Férfi súlylökés            |
| Arany | Thomas Johanson Jyrki Järvi | Vitorlázás    | Könnyű 49-es dingi         |
| Ezüst | Juha Hirvi                  | Sportlövészet | Férfi sportpuska összetett |
| Bronz | Marko Yli-Hannuksela        | Birkózás      | Kötöttfogás, 76 kg         |

## Atlétika
Férfi
| Versenyző        | Versenyszám     | Előfutam | Előfutam | Előfutam | Negyeddöntő | Negyeddöntő | Negyeddöntő | Elődöntő | Elődöntő | Elődöntő | Döntő    | Döntő    |
| Versenyző        | Versenyszám     | Idő      | Hely.    | Össz.    | Idő         | Hely.       | Össz.       | Idő      | Hely.    | Össz.    | Idő      | Helyezés |
| ---------------- | --------------- | -------- | -------- | -------- | ----------- | ----------- | ----------- | -------- | -------- | -------- | -------- | -------- |
| Tommi Hartonen   | 100 m           | 10,53    | 7.       | 53.*     | kiesett     | kiesett     | kiesett     | kiesett  | kiesett  | kiesett  | kiesett  | kiesett  |
| Tommi Hartonen   | 200 m           | 20,82    | 3.       | 21.*     | 20,47       | 4.          | 14.*        | 20,88    | 8.       | 16.      | kiesett  | kiesett  |
| Valentin Kononen | 50 km gyaloglás |          |          |          |             |             |             |          |          |          | kizárták | kizárták |

| Versenyző              | Versenyszám   | Selejtező                | Selejtező                | Döntő    | Döntő    |
| Versenyző              | Versenyszám   | Eredmény                 | Helyezés                 | Eredmény | Helyezés |
| ---------------------- | ------------- | ------------------------ | ------------------------ | -------- | -------- |
| Mika Polku             | Magasugrás    | 224 cm                   | 16.**                    | kiesett  | kiesett  |
| Toni Huikuri           | Magasugrás    | 220 cm                   | 26.                      | kiesett  | kiesett  |
| Arsi Harju             | Súlylökés     | 21,39 m                  | 1.                       | 21,29 m  |          |
| Timo Aaltonen          | Súlylökés     | 20,04 m                  | 5.                       | 18,64 m  | 12.      |
| Ville Tiisanoja        | Súlylökés     | 19,66 m                  | 15.                      | kiesett  | kiesett  |
| Olli-Pekka Karjalainen | Kalapácsvetés | 69,64 m                  | 34.                      | kiesett  | kiesett  |
| Aki Parviainen         | Gerelyhajítás | 83,73 m                  | 9.                       | 86,62 m  | 5.       |
| Harri Haatainen        | Gerelyhajítás | 79,93 m                  | 19.                      | kiesett  | kiesett  |
| Harri Hakkarainen      | Gerelyhajítás | érvényes kísérlet nélkül | érvényes kísérlet nélkül | kiesett  | kiesett  |

| Versenyző         | Versenyszám | 100 m | 100 m | Távolugrás               | Távolugrás               | Súlylökés | Súlylökés | Magasugrás       | Magasugrás       | 400 m            | 400 m            | 110 m gát        | 110 m gát        | Diszkoszvetés    | Diszkoszvetés    | Rúdugrás         | Rúdugrás         | Gerelyhajítás    | Gerelyhajítás    | 1500 m           | 1500 m           | Végeredmény   | Végeredmény   |
| Versenyző         | Versenyszám | Idő   | Pont  | Eredmény                 | Pont                     | Eredmény  | Pont      | Eredmény         | Pont             | Idő              | Pont             | Idő              | Pont             | Eredmény         | Pont             | Eredmény         | Pont             | Eredmény         | Pont             | Idő              | Pont             | Pont          | Helyezés      |
| ----------------- | ----------- | ----- | ----- | ------------------------ | ------------------------ | --------- | --------- | ---------------- | ---------------- | ---------------- | ---------------- | ---------------- | ---------------- | ---------------- | ---------------- | ---------------- | ---------------- | ---------------- | ---------------- | ---------------- | ---------------- | ------------- | ------------- |
| Eduard Hämäläinen | Tízpróba    | 11,01 | 858   | 719 cm                   | 859                      | 14,06 m   | 732       | 185 cm           | 670              | 48,14            | 902              | 14,37            | 927              | 35,98 m          | 583              | 480 cm           | 849              | 47,11 m          | 546              | 4:54,18          | 594              | 7520          | 23.*          |
| Aki Heikkinen     | Tízpróba    | 11,15 | 827   | érvényes kísérlet nélkül | érvényes kísérlet nélkül | 13,37 m   | 690       | nem állt rajthoz | nem állt rajthoz | nem állt rajthoz | nem állt rajthoz | nem állt rajthoz | nem állt rajthoz | nem állt rajthoz | nem állt rajthoz | nem állt rajthoz | nem állt rajthoz | nem állt rajthoz | nem állt rajthoz | nem állt rajthoz | nem állt rajthoz | nem ért célba | nem ért célba |

Női
| Versenyző                                                               | Versenyszám     | Előfutam | Előfutam | Előfutam | Negyeddöntő | Negyeddöntő | Negyeddöntő | Elődöntő | Elődöntő | Elődöntő | Döntő   | Döntő    |
| Versenyző                                                               | Versenyszám     | Idő      | Hely.    | Össz.    | Idő         | Hely.       | Össz.       | Idő      | Hely.    | Össz.    | Idő     | Helyezés |
| ----------------------------------------------------------------------- | --------------- | -------- | -------- | -------- | ----------- | ----------- | ----------- | -------- | -------- | -------- | ------- | -------- |
| Heidi Hannula                                                           | 100 m           | 11,68    | 6.       | 48.      | kiesett     | kiesett     | kiesett     | kiesett  | kiesett  | kiesett  | kiesett | kiesett  |
| Johanna Manninen                                                        | 200 m           | 23,40    | 4.       | 30.      | 23,41       | 6.          | 26.         | kiesett  | kiesett  | kiesett  | kiesett | kiesett  |
| Manuela Bosco                                                           | 100 m gát       | 13,51    | 7.       | 30.*     | kiesett     | kiesett     | kiesett     | kiesett  | kiesett  | kiesett  | kiesett | kiesett  |
| Manuela Bosco Sanna Hernesniemi-Kyllönen Johanna Manninen Heidi Hannula | 4 × 100 m váltó | 43,66    | 2.       | 12.      |             |             |             | 43,50    | 6.       | 12.      | kiesett | kiesett  |

| Versenyző           | Versenyszám   | Selejtező | Selejtező | Döntő    | Döntő    |
| Versenyző           | Versenyszám   | Eredmény  | Helyezés  | Eredmény | Helyezés |
| ------------------- | ------------- | --------- | --------- | -------- | -------- |
| Sini Pöyry          | Kalapácsvetés | 63,80 m   | 9.        | 62,49 m  | 12.      |
| Mia Strömmer        | Kalapácsvetés | 59,43 m   | 22.       | kiesett  | kiesett  |
| Mikaela Ingberg     | Gerelyhajítás | 60,85 m   | 7.        | 58,56 m  | 9.       |
| Taina Uppa-Kolkkala | Gerelyhajítás | 57,39 m   | 20.       | kiesett  | kiesett  |

| Versenyző        | Versenyszám | 100 m gát | 100 m gát | Magasugrás | Magasugrás | Súlylökés | Súlylökés | 200 m | 200 m | Távolugrás | Távolugrás | Gerelyhajítás | Gerelyhajítás | 800 m   | 800 m | Végeredmény | Végeredmény |
| Versenyző        | Versenyszám | Idő       | Pont      | Eredmény   | Pont       | Eredmény  | Pont      | Idő   | Pont  | Eredmény   | Pont       | Eredmény      | Pont          | Idő     | Pont  | Pont        | Helyezés    |
| ---------------- | ----------- | --------- | --------- | ---------- | ---------- | --------- | --------- | ----- | ----- | ---------- | ---------- | ------------- | ------------- | ------- | ----- | ----------- | ----------- |
| Tiia Hautala     | Hétpróba    | 13,62     | 1033      | 178 cm     | 953        | 13,31 m   | 748       | 25,00 | 887   | 612 cm     | 887        | 45,40 m       | 771           | 2:14,90 | 894   | 6173        | 8.          |
| Susanna Rajamäki | Hétpróba    | 13,60     | 1036      | 166 cm     | 806        | 13,87 m   | 785       | 24,03 | 978   | 636 cm     | 962        | 37,00 m       | 610           | 2:18,47 | 844   | 6021        | 13.         |

* - egy másik versenyzővel azonos eredményt ért el

** - két másik versenyzővel azonos eredményt ért el

## Birkózás
Kötöttfogású
| Versenyző            | Versenyszám | Csoportkör                                                                        | Csoportkör | Negyeddöntő              | Elődöntő                   | Bronz- mérkőzés            | Döntő             | Helyezés |
| Versenyző            | Versenyszám | Ellenfél Eredmény                                                                 | Hely.      | Ellenfél Eredmény        | Ellenfél Eredmény          | Ellenfél Eredmény          | Ellenfél Eredmény | Helyezés |
| -------------------- | ----------- | --------------------------------------------------------------------------------- | ---------- | ------------------------ | -------------------------- | -------------------------- | ----------------- | -------- |
| Tero Katajisto       | 54 kg       | 1. csoport · Alfred Ter-Mkrtchyan (GER) · 0-3 · Aleksandr Tsertsvadze (GEO) · 2-4 | 3.         | kiesett                  | kiesett                    | kiesett                    | kiesett           | 18.      |
| Juha Lappalainen     | 69 kg       | 3. csoport · İslam Duqiçiyev (AZE) · 0-1 · Parviz Zejdvand (IRI) · 2-1            | 2.         | kiesett                  | kiesett                    | kiesett                    | kiesett           | 14.      |
| Marko Yli-Hannuksela | 76 kg       | 2. csoport · Baktijar Bajszeitov (KAZ) · 4-3 · Yvon Riemer (FRA) · 4-1            | 1.         | Kim Dzsinszu (KOR) · 3-0 | Murat Kardanov (RUS) · 0-4 | David Manukjan (UKR) · 4-2 |                   |          |
| Marko Asell          | 85 kg       | 1. csoport · Hamza Yerlikaya (TUR) · 0-10 · Thomas Zander (GER) · 1-3             | 3.         | kiesett                  | kiesett                    | kiesett                    | kiesett           | 17.      |

## Cselgáncs
Férfi
| Versenyző     | Versenyszám | Selejtező                         | Nyolcaddöntő      | Negyeddöntő       | Elődöntő          | Vigaszág első kör | Vigaszág negyeddöntő | Vigaszág elődöntő | Bronz- mérkőzés   | Döntő             | Helyezés    |
| Versenyző     | Versenyszám | Ellenfél Eredmény                 | Ellenfél Eredmény | Ellenfél Eredmény | Ellenfél Eredmény | Ellenfél Eredmény | Ellenfél Eredmény    | Ellenfél Eredmény | Ellenfél Eredmény | Ellenfél Eredmény | Helyezés    |
| ------------- | ----------- | --------------------------------- | ----------------- | ----------------- | ----------------- | ----------------- | -------------------- | ----------------- | ----------------- | ----------------- | ----------- |
| Maarit Kallio | Légsúly     | Adriana Angeles (MEX) · 0010-1001 | kiesett           | kiesett           | kiesett           |                   |                      |                   |                   |                   | helyezetlen |

## Íjászat
Férfi
| Versenyző     | Versenyszám | Selejtező | Selejtező | 64-es főtábla                          | 32-es főtábla     | Nyolcaddöntő      | Negyeddöntő       | Elődöntő          | Döntő             | Helyezés |
| Versenyző     | Versenyszám | Pont      | Kiemelt   | Ellenfél Eredmény                      | Ellenfél Eredmény | Ellenfél Eredmény | Ellenfél Eredmény | Ellenfél Eredmény | Ellenfél Eredmény | Helyezés |
| ------------- | ----------- | --------- | --------- | -------------------------------------- | ----------------- | ----------------- | ----------------- | ----------------- | ----------------- | -------- |
| Miika Aulio   | Egyéni      | 603       | 53.       | Wietse van Alten (NED) (12.) · 160-163 | kiesett           | kiesett           | kiesett           | kiesett           | kiesett           | 38.      |
| Jari Lipponen | Egyéni      | 622       | 36.       | Fred van Zutphen (NED) (29.) · 155-161 | kiesett           | kiesett           | kiesett           | kiesett           | kiesett           | 50.      |

Női
| Versenyző     | Versenyszám | Selejtező | Selejtező | 64-es főtábla                    | 32-es főtábla     | Nyolcaddöntő      | Negyeddöntő       | Elődöntő          | Döntő             | Helyezés |
| Versenyző     | Versenyszám | Pont      | Kiemelt   | Ellenfél Eredmény                | Ellenfél Eredmény | Ellenfél Eredmény | Ellenfél Eredmény | Ellenfél Eredmény | Ellenfél Eredmény | Helyezés |
| ------------- | ----------- | --------- | --------- | -------------------------------- | ----------------- | ----------------- | ----------------- | ----------------- | ----------------- | -------- |
| Katri Suutari | Egyéni      | 608       | 58.       | Cshö Okszil (PRK) (7.) · 149-161 | kiesett           | kiesett           | kiesett           | kiesett           | kiesett           | 50.      |

## Kajak-kenu

### Síkvízi
Férfi
| Versenyző       | Versenyszám       | Előfutam | Előfutam | Előfutam | Elődöntő | Elődöntő | Elődöntő | Döntő   | Döntő    |
| Versenyző       | Versenyszám       | Idő      | Hely.    | Össz.    | Idő      | Hely.    | Össz.    | Idő     | Helyezés |
| --------------- | ----------------- | -------- | -------- | -------- | -------- | -------- | -------- | ------- | -------- |
| Kimmo Latvamäki | Kajak egyes 500 m | 1:42,535 | 2.       | 12.      | 1:41,640 | 5.       | 13.      | kiesett | kiesett  |

## Kerékpározás

### Országúti kerékpározás
Női
| Versenyző     | Versenyszám   | Idő             | Helyezés |
| ------------- | ------------- | --------------- | -------- |
| Pia Sundstedt | Mezőnyverseny | 3:06:31 (+0:00) | 21.      |

### Pálya-kerékpározás
Sprintversenyek
| Versenyző    | Versenyszám | Selejtező | Selejtező | 1. forduló                       | Vigaszág                                          | Vigaszág | 9–12. helyért                                                        | 9–12. helyért | Negyeddöntő          | 5–8. helyért           | 5–8. helyért | Elődöntő             | Döntő                | Helyezés |
| Versenyző    | Versenyszám | Idő       | Hely.     | Ellenfél Győztes idő             | Ellenfelek Győztes idő                            | Hely.    | Ellenfelek Győztes idő                                               | Hely.         | Ellenfél Győztes idő | Ellenfelek Győztes idő | Hely.        | Ellenfél Győztes idő | Ellenfél Győztes idő | Helyezés |
| ------------ | ----------- | --------- | --------- | -------------------------------- | ------------------------------------------------- | -------- | -------------------------------------------------------------------- | ------------- | -------------------- | ---------------------- | ------------ | -------------------- | -------------------- | -------- |
| Mira Kasslin | Női egyéni  | 12,194    | 12.       | Félicia Ballanger (FRA) · 12,257 | Szabolcsi Szilvia (HUN) · Vang Jen (CHN) · 12,625 | 3.       | Kathrin Freitag (GER) · Fiona Ramage (NZL) · Vang Jen (CHN) · 12,971 | 3.            |                      |                        |              |                      |                      | 11.      |

Időfutam
| Név          | Versenyszám | Idő    | Helyezés |
| ------------ | ----------- | ------ | -------- |
| Mira Kasslin | Női egyéni  | 37,145 | 17.      |

## Lovaglás
Díjlovaglás
| Versenyző          | Ló     | Versenyszám | 1. kör | 1. kör | 2. kör  | 2. kör  | 3. kör  | 3. kör  | Végeredmény | Végeredmény |
| Versenyző          | Ló     | Versenyszám | Pont   | Hely.  | Pont    | Hely.   | Pont    | Hely.   | Pont        | Helyezés    |
| ------------------ | ------ | ----------- | ------ | ------ | ------- | ------- | ------- | ------- | ----------- | ----------- |
| Elisabet Ehrnrooth | Harald | Egyéni      | 64,04  | 37.    | kiesett | kiesett | kiesett | kiesett | kiesett     | kiesett     |
| Heidi Svanborg     | Bazalt | Egyéni      | 57,48  | 46.    | kiesett | kiesett | kiesett | kiesett | kiesett     | kiesett     |

Lovastusa
| Versenyző   | Ló       | Versenyszám | Díjlovaglás | Díjlovaglás | Tereplovaglás | Tereplovaglás | Tereplovaglás | Díjugratás | Díjugratás | Végeredmény   | Végeredmény   |
| Versenyző   | Ló       | Versenyszám | Bünt.       | Hely.       | Bünt.         | Hely.         | Össz.         | Bünt.      | Hely.      | Bünt.         | Helyezés      |
| ----------- | -------- | ----------- | ----------- | ----------- | ------------- | ------------- | ------------- | ---------- | ---------- | ------------- | ------------- |
| Piia Pantsu | Uppercut | Egyéni      | 52,80       | 22.         | nem ért célba | nem ért célba | nem ért célba | nem indult | nem indult | nem ért célba | nem ért célba |

## Műugrás
Férfi
| Versenyző       | Versenyszám    | Selejtező | Selejtező | Elődöntő | Elődöntő | Döntő   | Döntő    |
| Versenyző       | Versenyszám    | Pont      | Helyezés  | Pont     | Helyezés | Pont    | Helyezés |
| --------------- | -------------- | --------- | --------- | -------- | -------- | ------- | -------- |
| Jukka Piekkanen | Egyéni műugrás | 373,41    | 20.       | kiesett  | kiesett  | kiesett | kiesett  |
| Joona Puhakka   | Egyéni műugrás | 332,58    | 30.       | kiesett  | kiesett  | kiesett | kiesett  |

## Ökölvívás
| Versenyző    | Versenyszám | Selejtező               | Nyolcaddöntő      | Negyeddöntő       | Elődöntő          | Döntő             | Helyezés |
| Versenyző    | Versenyszám | Ellenfél Eredmény       | Ellenfél Eredmény | Ellenfél Eredmény | Ellenfél Eredmény | Ellenfél Eredmény | Helyezés |
| ------------ | ----------- | ----------------------- | ----------------- | ----------------- | ----------------- | ----------------- | -------- |
| Joni Turunen | Pehelysúly  | Falk Huste (GER) · 6-10 | kiesett           | kiesett           | kiesett           | kiesett           | 17.      |

## Sportlövészet
Férfi
| Versenyző      | Versenyszám           | Selejtező | Selejtező | Döntő   | Döntő    |
| Versenyző      | Versenyszám           | Pont      | Helyezés  | Pont    | Helyezés |
| -------------- | --------------------- | --------- | --------- | ------- | -------- |
| Juha Hirvi     | Légpuska              | 588       | 18.***    | kiesett | kiesett  |
| Juha Hirvi     | Sportpuska, fekvő     | 592       | 25.**     | kiesett | kiesett  |
| Juha Hirvi     | Sportpuska, összetett | 1171      | 4.        | 1,270,5 |          |
| Pasi Wedman    | Futócéllövészet       | 575       | 5.*       | 672,1   | 4.       |
| Raimo Kauppila | Dupla trap            | 134       | 10.*      | kiesett | kiesett  |
| Timo Laitinen  | Skeet                 | 119       | 23.***    | kiesett | kiesett  |

Női
| Versenyző       | Versenyszám | Selejtező | Selejtező | Döntő   | Döntő    |
| Versenyző       | Versenyszám | Pont      | Helyezés  | Pont    | Helyezés |
| --------------- | ----------- | --------- | --------- | ------- | -------- |
| Satu Pusila     | Trap        | 60        | 13.       | kiesett | kiesett  |
| Satu Pusila     | Dupla trap  | 85        | 17.       | kiesett | kiesett  |
| Pia Julin       | Dupla trap  | 94        | 13.*      | kiesett | kiesett  |
| Maarit Lepomäki | Skeet       | 68        | 11.*      | kiesett | kiesett  |

* - egy másik versenyzővel azonos eredményt ért el

** - négy másik versenyzővel azonos eredményt ért el

*** - nyolc másik versenyzővel azonos eredményt ért el

## Súlyemelés
Női
| Versenyző         | Versenyszám | Szakítás                 | Szakítás                 | Lökés    | Lökés    | Összesen | Helyezés |
| Versenyző         | Versenyszám | Eredmény                 | Helyezés                 | Eredmény | Helyezés | Összesen | Helyezés |
| ----------------- | ----------- | ------------------------ | ------------------------ | -------- | -------- | -------- | -------- |
| Karoliina Lundahl | 75 kg       | érvényes kísérlet nélkül | érvényes kísérlet nélkül | kiesett  | kiesett  | kiesett  | kiesett  |

* - egy másik versenyzővel azonos eredményt ért el

## Taekwondo
Női
| Versenyző           | Versenyszám | Selejtező                      | Negyeddöntő          | Elődöntő          | Vigaszág negyeddöntő | Vigaszág elődöntő           | Bronz- mérkőzés   | Döntő             | Helyezés |
| Versenyző           | Versenyszám | Ellenfél Eredmény              | Ellenfél Eredmény    | Ellenfél Eredmény | Ellenfél Eredmény    | Ellenfél Eredmény           | Ellenfél Eredmény | Ellenfél Eredmény | Helyezés |
| ------------------- | ----------- | ------------------------------ | -------------------- | ----------------- | -------------------- | --------------------------- | ----------------- | ----------------- | -------- |
| Kirsimarja Koskinen | Váltósúly   | Elena Benítez (ESP) · 7-0      | I Szonhi (KOR) · 1-5 |                   |                      | Sarah Stevenson (GBR) · 4-7 | kiesett           |                   | 5.       |
| Veera Liukkonen     | Nehézsúly   | Dominique Bosshart (CAN) · 4-5 | kiesett              | kiesett           |                      |                             |                   |                   | 10.      |

## Tollaslabda
| Versenyző              | Versenyszám | Selejtező         | 32-es főtábla                        | Nyolcaddöntő      | Negyeddöntő       | Elődöntő          | Döntő             | Helyezés |
| Versenyző              | Versenyszám | Ellenfél Eredmény | Ellenfél Eredmény                    | Ellenfél Eredmény | Ellenfél Eredmény | Ellenfél Eredmény | Ellenfél Eredmény | Helyezés |
| ---------------------- | ----------- | ----------------- | ------------------------------------ | ----------------- | ----------------- | ----------------- | ----------------- | -------- |
| Jyri Aalto             | Férfi egyes | erőnyerő          | Wong Choong Hann (MAS) · 5–15, 12–15 | kiesett           | kiesett           | kiesett           | kiesett           | 17.      |
| Anu Weckström-Nieminen | Női egyes   | erőnyerő          | Jonekura Kanako (JPN) · 8–11, 2–11   | kiesett           | kiesett           | kiesett           | kiesett           | 17.      |

## Torna

### Ritmikus gimnasztika
| Versenyző     | Versenyszám | Selejtező | Selejtező | Selejtező | Selejtező | Selejtező | Selejtező | Selejtező | Selejtező | Selejtező | Selejtező | Döntő   | Döntő   | Döntő   | Döntő   | Döntő   | Döntő   | Döntő   | Döntő   | Döntő    | Döntő    |
| Versenyző     | Versenyszám | Kötél     | Kötél     | Karika    | Karika    | Labda     | Labda     | Szalag    | Szalag    | Összesen  | Összesen  | Kötél   | Kötél   | Karika  | Karika  | Labda   | Labda   | Szalag  | Szalag  | Összesen | Összesen |
| Versenyző     | Versenyszám | Pont      | Hely.     | Pont      | Hely.     | Pont      | Hely.     | Pont      | Hely.     | Pont      | Hely.     | Pont    | Hely.   | Pont    | Hely.   | Pont    | Hely.   | Pont    | Hely.   | Pont     | Hely.    |
| ------------- | ----------- | --------- | --------- | --------- | --------- | --------- | --------- | --------- | --------- | --------- | --------- | ------- | ------- | ------- | ------- | ------- | ------- | ------- | ------- | -------- | -------- |
| Heini Lautala | Egyéni      | 9,404     | 23.       | 9,450     | 23.       | 9,337     | 23.       | 9,141     | 23.*      | 37,332    | 23.       | kiesett | kiesett | kiesett | kiesett | kiesett | kiesett | kiesett | kiesett | kiesett  | kiesett  |

* - egy másik versenyzővel azonos eredményt ért el

## Úszás
Férfi
| Versenyző                                          | Versenyszám            | Előfutam | Előfutam | Előfutam | Elődöntő | Elődöntő | Elődöntő | Döntő   | Döntő    |
| Versenyző                                          | Versenyszám            | Idő      | Hely.    | Össz.    | Idő      | Hely.    | Össz.    | Idő     | Helyezés |
| -------------------------------------------------- | ---------------------- | -------- | -------- | -------- | -------- | -------- | -------- | ------- | -------- |
| Jarno Pihlava                                      | 100 m mell             | 1:02,21  | 4.       | 12.      | 1:01,92  | 6.       | 11.*     | kiesett | kiesett  |
| Jarno Pihlava                                      | 200 m mell             | 2:19,76  | 3.       | 34.      | kiesett  | kiesett  | kiesett  | kiesett | kiesett  |
| Jere Hård                                          | 100 m gyors            | 51,11    | 8.       | 33.      | kiesett  | kiesett  | kiesett  | kiesett | kiesett  |
| Jere Hård                                          | 100 m pillangó         | 53,67    | 5.       | 15.      | 53,65    | 8.       | 15.      | kiesett | kiesett  |
| Tero Välimaa                                       | 100 m pillangó         | 54,24    | 6.       | 25.      | kiesett  | kiesett  | kiesett  | kiesett | kiesett  |
| Tero Välimaa                                       | 200 m pillangó         | 2:02,46  | 7.       | 34.      | kiesett  | kiesett  | kiesett  | kiesett | kiesett  |
| Jani Sievinen                                      | 200 m vegyes           | 2:02,00  | 3.       | 5.       | 2:01,46  | 3.       | 5.       | 2:02,49 | 8.       |
| Jani Sievinen                                      | 400 m vegyes           | 4:25,16  | 1.       | 27.      |          |          |          | kiesett | kiesett  |
| Jere Hård Jarno Pihlava Jani Sievinen Tero Välimaa | 4 × 100 m vegyes váltó | kizárták | kizárták | kizárták |          |          |          | kiesett | kiesett  |

Női
| Versenyző                | Versenyszám    | Előfutam | Előfutam | Előfutam | Elődöntő | Elődöntő | Elődöntő | Döntő   | Döntő    |
| Versenyző                | Versenyszám    | Idő      | Hely.    | Össz.    | Idő      | Hely.    | Össz.    | Idő     | Helyezés |
| ------------------------ | -------------- | -------- | -------- | -------- | -------- | -------- | -------- | ------- | -------- |
| Hanna-Maria Seppälä      | 50 m gyors     | 26,21    | 3.*      | 28.*     | kiesett  | kiesett  | kiesett  | kiesett | kiesett  |
| Hanna-Maria Seppälä      | 100 m gyors    | 56,68    | 2.       | 18.      | kiesett  | kiesett  | kiesett  | kiesett | kiesett  |
| Anu Koivisto             | 100 m hát      | 1:03,44  | 7.       | 23.      | kiesett  | kiesett  | kiesett  | kiesett | kiesett  |
| Anu Koivisto             | 200 m hát      | 2:16,23  | 2.       | 21.      | kiesett  | kiesett  | kiesett  | kiesett | kiesett  |
| Marja Pärssinen-Päivinen | 100 m pillangó | 1:01,94  | 8.       | 33.      | kiesett  | kiesett  | kiesett  | kiesett | kiesett  |

* - egy másik versenyzővel azonos eredményt ért el

## Vitorlázás
Férfi
| Versenyző                       | Versenyszám    | Futam | Futam | Futam | Futam | Futam | Futam | Futam | Futam | Futam | Futam | Futam | Pontszám | Helyezés |
| Versenyző                       | Versenyszám    | 1     | 2     | 3     | 4     | 5     | 6     | 7     | 8     | 9     | 10    | 11    | Pontszám | Helyezés |
| ------------------------------- | -------------- | ----- | ----- | ----- | ----- | ----- | ----- | ----- | ----- | ----- | ----- | ----- | -------- | -------- |
| Petri Leskinen Kristian Heinilä | 470-es osztály | (25)  | 23    | 10    | 3     | 17    | 4     | 23    | 20    | (28)  | 3     | 24    | 127,0    | 16.      |

Női
| Versenyző    | Versenyszám     | Futam | Futam | Futam | Futam | Futam | Futam | Futam | Futam | Futam | Futam | Futam | Pontszám | Helyezés |
| Versenyző    | Versenyszám     | 1     | 2     | 3     | 4     | 5     | 6     | 7     | 8     | 9     | 10    | 11    | Pontszám | Helyezés |
| ------------ | --------------- | ----- | ----- | ----- | ----- | ----- | ----- | ----- | ----- | ----- | ----- | ----- | -------- | -------- |
| Minna Aalto  | Szörfvitorlázás | 9     | 18    | 20    | 12    | (21)  | 7     | 15    | 12    | 17    | 11    | (30*) | 121,0    | 15.      |
| Sari Multala | Europe          | 2     | 7     | (16)  | 12    | (20)  | 12    | 9     | 4     | 7     | 2     | 6     | 61,0     | 5.       |

Nyílt
| Versenyző                   | Versenyszám        | Futam | Futam | Futam | Futam | Futam | Futam | Futam | Futam | Futam | Futam | Futam | Futam | Futam | Futam | Futam | Futam | Pontszám | Helyezés |
| Versenyző                   | Versenyszám        | 1     | 2     | 3     | 4     | 5     | 6     | 7     | 8     | 9     | 10    | 11    | 12    | 13    | 14    | 15    | 16    | Pontszám | Helyezés |
| --------------------------- | ------------------ | ----- | ----- | ----- | ----- | ----- | ----- | ----- | ----- | ----- | ----- | ----- | ----- | ----- | ----- | ----- | ----- | -------- | -------- |
| Roope Suomalainen           | Laser              | (44*) | 13    | 5     | 16    | 18    | 3     | 14    | 23    | (25)  | 19    | 16    |       |       |       |       |       | 127,0    | 17.      |
| Thomas Johanson Jyrki Järvi | Könnyű 49-es dingi | 2     | 7     | 2     | (12)  | 3     | 4     | 10    | 6     | 2     | 4     | 7     | 2     | 3     | 1     | 2     | (13)  | 55,0     |          |

| Versenyző                                | Versenyszám | Futam | Futam | Futam | Futam | Futam | Futam | Futam | Futam | 1. forduló | 1. forduló | 2. forduló | 2. forduló | Negyeddöntő | Negyeddöntő | Elődöntő | Elődöntő | Döntő   | Helyezés |
| Versenyző                                | Versenyszám | 1     | 2     | 3     | 4     | 5     | 6     | Pont  | Hely. | Gy–V       | Hely.      | Gy–V       | Hely.      | Gy–V        | Hely.       | Gy–V     | Hely.    | Gy–V    | Helyezés |
| ---------------------------------------- | ----------- | ----- | ----- | ----- | ----- | ----- | ----- | ----- | ----- | ---------- | ---------- | ---------- | ---------- | ----------- | ----------- | -------- | -------- | ------- | -------- |
| Jali Mäkilä Erkki Heinonen Sami Tamminen | Soling      | 11    | 4     | (15)  | 14    | 13    | 15    | 57    | 15.   | kiesett    | kiesett    | kiesett    | kiesett    | kiesett     | kiesett     | kiesett  | kiesett  | kiesett | 15.      |

* - kizárták